# Роберт фон Грайм
Роберт Ритер фон Грайм (на немски: Robert Ritter von Greim) е германски военен летец и офицер, фелдмаршал.

## Биография

### Ранни години
Роден е в Байройт, Бавария, където баща му е полицейски капитан. До Първата световна война Грайм е кадет и първоначално служи в артилерията.

### Първа световна война
Прехвърля се във въздушните сили на имперската армия през 1915 г. Отначало лети на двуместен самолет, после се присъединява към бойната ескадрила на Манфред фон Рихтхофен. През юни 1918 г., Грайм влиза в схватка с изтребител Bristol F2, при която самолетът му понася щети – повредено е горното крило и лявата разпонка, поддържаща долното крило, но той успява да приземи машината успешно.
Към края на войната е записал 28 победи и е награден с орден „За заслуги“ и баварския военен орден „Макс Йосиф“ (който го прави рицар (на немски: Ritter) и му дава право да носи титлата и частицата фон в името си. Така Роберт Грайм става Роберт Ритер фон Грайм.

### Междувоенен период
След войната, Ритер фон Грайм се опитва да намери място в Райхсвера (100 000-та армия, до която е ограничена Германия от клаузите на Версайския договор), но неуспешно. В резултат на това, той се фокусира върху правна кариера и дори успява да премине взискателните немски изпити по право. Все пак, изкушението на въздушния флот и пилотирането е твърде голямо и когато е помолен от правителството на Чан Кай-ши да помогне в изграждането на китайските военновъздушни сили, заминава със семейството си за Гуанджоу. Там той основава училище и полага първоначалните основи, касаещи развитието на въздушните сили. Мнението на фон Грайм за неговите китайски обучаващи се не е високо – може би заради разпространеното по това време сред европейците схващане, че азиатците не могат да боравят със сложни машини. В едно писмо той казва „Китайците никога няма да станат добри авиатори“. Дори още преди нацистите да дойдат на власт в Германия, фон Грайм осъзнава, че мястото му не е в отдалечения Китай и не след дълго се завръща родината си.
През 1933 г. е помолен от Херман Гьоринг да окаже помощ в изграждането на немските военновъздушни сили и на следващата година е назначен в първото училище за пилоти на изтребители, чието основаване последва закриването на секретното училище край Липецк в СССР (според Версайския договор от 1919 г., на Германия е забранено да има военна авиация, така че ѝ се налага да обучава пилотите си тайно).
През 1938 г. му е поверен изследователският отдел на Луфтвафе. По-късно, Ритер фон Грайм е назначен за командир на 132-ра ескадра „Рихтхофен“, наречена така в чест на Манфред фон Рихтхофен, базирана в Дьобериц.

### Втора световна война
С избухването на войната, на Грайм е възложено командването на въздушния флот (Луфтвафе) и участва в нападенията над Полша и Норвегия, битката за Британия и операция „Барбароса“. Награден е от Адолф Хитлер с ордена Рицарски кръст с дъбови листа и мечове, което го прави един от най-високо декорираните немски офицери.
В края на 1942 г., единственият му син – Хюберт Грайм (пилот на Месершмит 109 от Луфтвафе), е обявен за изчезнал в Тунис. Всъщност самолетът му е свален от британски Спитфайър, но той успява да скочи с парашут и прекарва времето до края на войната във военнопленнически лагер в САЩ.
Най-голямото тактическо постижение на Ритер фон Грайм е участието на неговия въздушен флот в битката при Курск и бомбардирането на дъгата на фронта край Орел. Именно за тази битка, към Рицарския кръст са добавени и мечовете.
На 26 април 1945 г., когато съветските войски достигат Берлин, генерал-полковник Грайм излита от Мюнхен за столицата на Райха, заедно с Хана Райч (известна авиаторка и интимна компаньонка на генерала), по заповед на Хитлер. Самолетът им е ударен от зенитен огън над Грюнвалд, при което Ритер фон Грайм е ранен в крака. Райч поема пилотирането и приземява самолета на импровизирана писта в Тиергартен, близо до Бранденбургската врата.
Хитлер произвежда фон Грайм в чин фелдмаршал, което го прави последният немски офицер, достигнал до този ранг, а после го назначава за главнокомандващ на Луфтвафе – на мястото на Гьоринг (обвинен задочно от фюрера в измяна). По този начин Ритер фон Грайм става вторият човек, който е бил начело на военновъздушните сили на Германия.
На 28 април, Хитлер нарежда на фелдмаршала да напусне Берлин (взимайки Хана Райч за пилот) и да отлети за Пльон, където да арестува Хайнрех Химлер, също обвинен в измяна. Те излитат през нощта от пистата край Тиергартен, едва успявайки да избягат пред очите на войниците от съветската 3-та ударна армия, които остават с убеждението, че са видели бягството на Хитлер.

### Пленяване и смърт
На 8 май, денят на капитулацията на нацистка Германия, фон Грайм е пленен от американски войници в Австрия. Предвидено е той да е част от съветско-американската програма за размяна на пленници и опасявайки се от екзекуция в ръцете на руснаците, Роберт Ритер фон Грайм се самоубива на 24 май в Залцбург. Последните му думи, преди да погълне цианкалий, са: „Аз съм главнокомандващ на Луфтвафе, а нямам Луфтвафе.“.